# Henry Wickham
Henry Alexander Wickham (29 de mayo de 1846 – 27 de septiembre de 1928) fue un explorador y botánico británico. Fue responsable de robar cerca de 70,000 semillas del árbol de caucho, Hevea brasiliensis, en el área de Santarém de Brasil en 1876. Las semillas fueron llevadas de contrabando hasta el Jardín Botánico Real de Kew, desde donde enviaron plántulas a Ceilán británico (actualmente Sri Lanka), Malasia británica (actual Malasia peninsular) y Singapur, aunque este último no se usó para caucho), África, Batavia en las Indias Orientales Neerlandesas (actual Yakarta en Indonesia) y otros destinos tropicales, condenando así al auge del caucho en el Amazonas. Este es uno de los casos más emblemáticos de biopiratería.
Henry Wickham nació en Hampstead, al norte de Londres. El padre de Wickham, un abogado, murió cuando el joven Wickham tenía cuatro años. A los 20 años viajó a Nicaragua, el primero de varios viajes a América Latina y América del Sur. Al regresar a Inglaterra, se casó con Violet Carter en 1871, cuyo padre publicaría los escritos de Wickham. Su primer libro, Rough Notes of a Journey Through The Wilderness from Trinidad to Pará, Brazil, by way of the Great Cateracts of the Orinoco, Atabapo, and Rio Negro (Notas aproximadas de un viaje por el desierto de Trinidad a Pará, Brasil, a través de las Grandes Cataratas del Orinoco, Atabapo y Río Negro) fue publicado por W.H.J. Carter en 1872 Llevaría a toda la familia a Santarém, Brasil, donde su madre, su hermana Harriette, y la suegra de su hermano, John, morirían todos hacia 1876. Wickham fue nombrado caballero en los Honores de Cumpleaños de 1920 "por servicios relacionados con la industria de las plantaciones de caucho en el Lejano Oriente ".
Las plantaciones de caucho en Asia fueron mucho más eficientes y superaron a Brasil. Esto se debió a que las plantaciones de caucho de Asia estaban organizadas y resultaban adecuadas para la producción a escala comercial, mientras que en Brasil el proceso de recolección del látex de los árboles forestales seguía siendo un proceso extractivo difícil: los recolectores de caucho trabajaban el caucho al natural en la selva amazónica del sur y  las densidades del mismo casi siempre fueron bajas, como consecuencia de la gran diversidad de bosques naturales. Además, los experimentos en el cultivo de árboles de caucho en plantaciones en el Amazonas demostraron que son vulnerables a los hongos sudamericanos del añublo y otras enfermedades y plagas.
A pesar de décadas de investigación en la selección de árboles de caucho altamente productivos y resistentes a las enfermedades, muchos árboles comerciales de caucho en todo el mundo descienden de las semillas que Wickham llevó a Joseph Dalton Hooker en Londres. En Brasil, Wickham es etiquetado como un "biopirata" por su papel en el contrabando de las semillas de caucho que rompió el monopolio brasileño. En 1876, ninguna ley brasileña habría impedido la recolección de las semillas de Wickham, pero pudo haber tergiversado su cargamento como material botánico muerto destinado al herbario para obtener una licencia de exportación en Belém.